# بيتر هيوز (دبلوماسي)
بيتر هيوز (بالإنجليزية: Peter Hughes)‏ هو دبلوماسي بريطاني، ولد في 14 سبتمبر 1953.